# Pedro Ignacio Calderón
Pour les articles homonymes, voir Calderón.
Pedro Ignacio Calderón, né le 31 décembre 1933 à Paraná, est un musicien argentin. Il a été directeur de l'Orchestre philharmonique de Buenos Aires pendant de nombreuses années.

## Biographie
Pedro Ignacio Calderón a étudié la musique à Paraná, à Buenos Aires et à Rome. Parmi ses professeurs Vincenzo Scaramuzza, Alberto Ginastera, Hermann Scherchen et Fernando Previtali. À l'âge de 15 ans, il  fait ses débuts comme chef d'orchestre . En 1958, il prend la direction de l'Orchestre symphonique de l’Université nationale de Tucumán et, en 1963, grâce à une subvention nationale pour les arts, il étudie pendant plus d'un an en Italie. En 1963, il remporte avec Claudio Abbado et Zdenek Kosler le  premier prix du Concours international de direction d'orchestre "Dimitri Mitropoulos" organisé par l’Orchestre philharmonique de New York, ce qui lui a permis de travailler pendant un an comme assistant de Leonard Bernstein.
À son retour, il  est nommé au poste de directeur musical de l’Orchestre philharmonique de Buenos Aires et y est resté pendant plus de vingt cinq ans. En 1966, il a créé l'Ensemble Musical de Buenos Aires, dont il est le directeur; avec cet ensemble il a enregistré la musique du film El Santo de la Espada, de Leopoldo Torre Nilsson (1970). 
Parmi les orchestres européens qu'il a dirigés, l'Orchestre Pasdeloup de Paris, l'Orchestre national du Capitole de Toulouse, l'Orchestre national de Lille, l’Orchestre symphonique de la radio-télévision espagnole, le Tonkünstler philharmonique de Vienne, l'Orchestre philharmonique de Saint-Pétersbourg (Leningrad) et l'Orchestre symphonique Tchaïkovski de la Radio de Moscou.
Il a été membre du jury du Concours International de Piano de Santander Paloma O’Shea en 1990.
Il a été directeur général et directeur artistique de l'Orchestre du Théâtre Colón. Depuis 1994, il sert en tant que chef de l'Orchestre symphonique national, avec lequel il a fait de nombreuses tournées en Argentine et à l’étranger ainsi qu’au  Japon et aux États-Unis,,
- Il a reçu le diplôme du mérite  (chef d'orchestre - musique classique) de la Fondation Konex en 1989 et le Prix Platinum Konex en 1999[5],[6].
- En 2002, Pedro Ignacio Calderón est distingué  par la ville de Buenos Aires[7].